# Dan Dailey
Dan Dailey (New York, 14 december 1915 - Los Angeles, 16 oktober 1978) was een Amerikaans acteur en danser die vooral bekend was om zijn optreden in verscheidene musicalfilms in de jaren '40 en '50.

## Biografie
Dailey was de oudere broer van actrice Irene Dailey. Hij trad als kind al op in de vaudeville en brak in de late jaren '30 door in de musicalindustrie op Broadway. In 1940 tekende hij een contract bij de filmstudio Metro-Goldwyn-Mayer, alwaar hij in verschillende films bijrollen vervulde. Hoewel de musical zijn specialisatie was, waren zijn eerste filmrollen hoofdzakelijk in dramafilms. Zijn grote filmdoorbraak kwam met een rol in de musicalfilm Panama Hattie (1942). Vanwege het succes verwierf hij de hoofdrol in For Me and My Gal (1942) tegenover Judy Garland, maar hij werd opgeroepen door het leger en moest de rol uiteindelijk opgeven aan Gene Kelly.
Zodoende diende Dailey tijdens de Tweede Wereldoorlog voor het Amerikaanse leger als legerofficier. Tijdens zijn dienst trad hij op in de propagandafilm This Is the Army (1943). Na het einde van de oorlog tekende hij een contract bij filmstudio 20th Century Fox. Zijn eerste rol onder dit contract was als tegenspeler van Betty Grable in de musicalfilm Mother Wore Tights (1947), een van de succesvolste films van dat jaar. Dailey groeide al gauw uit tot een van de grote sterren van de filmstudio en vervulde hoofdzakelijk de mannelijke hoofdrol in musicalfilms. Een hoogtepunt uit zijn werk voor Fox was tegenover Marilyn Monroe in There's No Business Like Show Business (1954). In de late jaren '50 keerde hij terug naar zijn eerste filmstudio, Metro-Goldwyn-Mayer.
Toen de populariteit van het musicalgenre in de late jaren '50 afnam, zag Dailey daarmee ook zijn carrière in gevaar dreigen. Hij maakte een overstap naar de televisie en was te zien in verscheidene series en sitcoms.
Dailey trouwde in 1942 met zijn eerste vrouw Elizabeth, met wie hij in 1947 een zoon kreeg, Dan jr. Het koppel scheidde in 1951 en zijn zoon pleegde in 1975 zelfmoord. Van 1955 tot en met 1960 was hij getrouwd met Gwen Carter O'Connor. Dailey brak in 1977 zijn heup en moest geopereerd worden. Hij overled in het najaar van 1978 aan de complicaties van deze operatie.

## Filmografie
- Bibliothèque nationale de France: cb13938829m (data)
- Gemeinsame Normdatei: 1035208342
- International Standard Name Identifier: 0000 0001 1781 1617
- Library of Congress Control Number: no90013338
- MusicBrainz: ffa17ed1-f4ee-413e-8fcc-6c35a3169dcc
- Nationale Bibliotheek van Israël: 987007605637605171
- SNAC: w6h72jjf
- Système universitaire de documentation: 114394261
- Virtual International Authority File: 122270450
- WorldCat: E39PBJpYyj4m9mQ4Y4gBy98wG3